# Myxobolus ganguli
Myxobolus ganguli is een microscopische parasiet uit de familie Myxobolidae. Myxobolus ganguli werd in 1982 beschreven door Sarkar, Haldar & Chakraborti. 